# Gwent
Gwent és un dels comtats en què es dividia el País de Gal·les, creat el 1974 per la Local Government Act 1972 amb l'antic comtat de Monmouth, la ciutat de Newport i els districtes de Brynmawr i Llanelly de Brecknock. Tenia 1.376 km² i 445.000 habitants. La capital era Newport (Casnewydd-ar-Wysg)(140.000 h), i es dividí en cinc districtes:
- Blaenau Gwent
- Islwyn
- Trefynwy o Monmouth
- Casnewydd-ar-Wysg
- Torfaen

El 1996 l'antic comtat fou dividit en cinc autoritats unitàries:
- Newport
- Blaenau Gwent
- Torfaen
- Caerphilly
- Monmouthshire

## Situació delgal·lès
Gwent fou un dels primers territoris gal·lesos annexats a Anglaterra pels normands, i sovint va formar una unitat administrativa separada, raó per la qual és on la situació de la llengua gal·lesa és gairebé agònica. Segons el cens del 1992, hi havia 10.339 gal·lesoparlants (2,4%). Segons el cens del 2000, hi havia:
- 1.523	(2,5%) a Blaenau Gwent
- 9.714	(6,9%) a Caerphilly.
- 1.631	(2,3%) a Monmouthshire
- 2.874	(2,4%) a Newport
- 2.128	(2,7%) a Torfaen